# Marco Bailey
Marco Beelen (20 juli 1970), beter bekend als Marco Bailey, is een Belgische techno-dj. Hij draaide op grote techno-evenementen zoals Mayday en I Love Techno.
Verder is hij bekend van songs als Scorpia uit 1996 en Sniff uit 1995. Deze laatste is bekend vanwege het fluitmelodietje en de "Cokeman"-sample. M.I.K.E. heeft een groot aandeel in het tot stand komen van een negental oudere producties uit 1996 en 1997, waarvan Scorpia en Bambu eveneens door Mauro Mirisola werden gecoproducet.